# Crambus pascuella
Crambus pascuella  (лат.) — вид чешуекрылых насекомых из семейства огнёвок-травянок. Распространён в Европе, Азии и Северной Америке. Обитают на сухих и влажных горных лугах. Гусеницы питаются на мятлике и клевере. Размах крыльев 21—26 мм.